# Autodrome de Sotchi
L'Autodrome de Sotchi (en russe : Сочи Автодром), initialement dénommé circuit urbain international de Sotchi, est un circuit automobile temporaire conçu par Hermann Tilke qui serpente au milieu des installations olympiques où se sont déroulés, en février 2014, les XXIIes Jeux olympiques d'hiver. Il est situé au sein du Parc olympique de Sotchi, à Adler, dans le sud de la Russie, sur le bord de la mer Noire. Le gouvernement russe a investi plus de 150 millions d'euros pour sa construction.
La première course de Formule 1, remportée par Lewis Hamilton au volant d'une Mercedes AMG F1 W05, a eu lieu le 12 octobre 2014 ; un contrat de sept ans lie le circuit à la FIA.
Avec la construction de ce circuit, c'est une lutte de près de trente ans pour la résurrection du Grand Prix de Russie (absent depuis 1914) qui prend fin. En effet, en 1983, Bernie Ecclestone avait tenté sans succès d'organiser un Grand Prix d'URSS ce qui avait par la suite amené la création du Grand Prix de Hongrie avec la construction du Hungaroring en 1986.
Le circuit aurait dû être remplacé au championnat du monde de Formule 1 par l'Igora Drive en 2023 mais, à la suite de l'invasion de l'Ukraine par la Russie, la Formule 1 décide de rompre son contrat avec le circuit dès 2022.

## Palmarès des Grands Prix de Formule 1
| Année | Vainqueur       | Écurie   | Résultats |
| ----- | --------------- | -------- | --------- |
| 2014  | Lewis Hamilton  | Mercedes | Résultats |
| 2015  | Lewis Hamilton  | Mercedes | Résultats |
| 2016  | Nico Rosberg    | Mercedes | Résultats |
| 2017  | Valtteri Bottas | Mercedes | Résultats |
| 2018  | Lewis Hamilton  | Mercedes | Résultats |
| 2019  | Lewis Hamilton  | Mercedes | Résultats |
| 2020  | Valtteri Bottas | Mercedes | Résultats |
| 2021  | Lewis Hamilton  | Mercedes | Résultats |

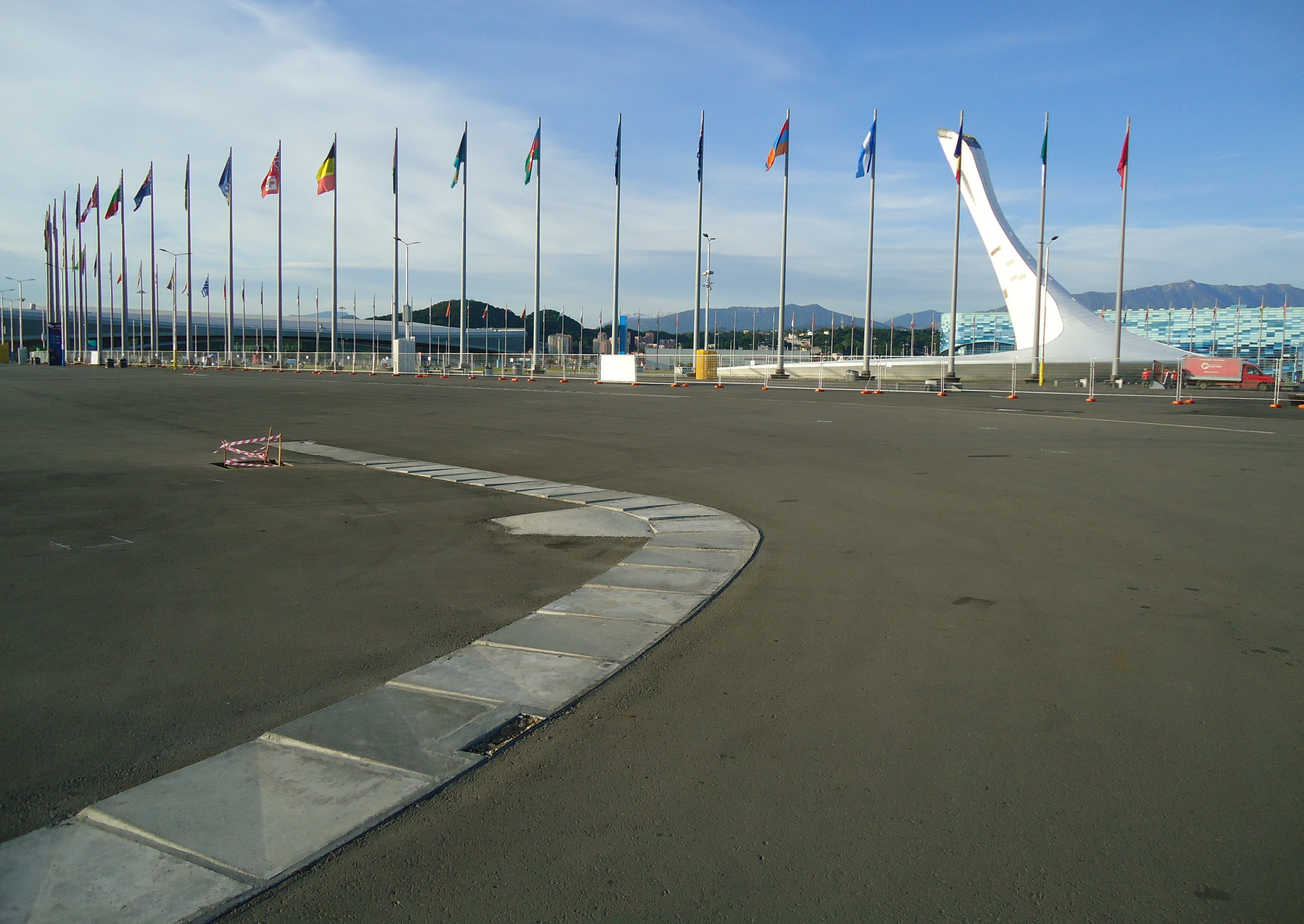
La piste de l'Autodrome de Sotchi serpente entre les installations du parc olympique.

En huit éditions, le constructeur automobile Mercedes a remporté l’intégralité des courses.

### Classement des pilotes par nombre de victoires
| Nombre de victoires | Pilote          | Années                             |
| ------------------- | --------------- | ---------------------------------- |
| 5 victoires         | Lewis Hamilton  | - 2014 - 2015 - 2018 - 2019 - 2021 |
| 2 victoires         | Valtteri Bottas | - 2017 - 2020                      |
| 1 victoire          | Nico Rosberg    | 2016                               |